# Флаг Ставропольского района
Флаг муниципального района Ставропо́льский Самарской области Российской Федерации.
Флаг, утверждённый 10 апреля 2008 года, является официальным символом муниципального района Ставропольский и внесён в Государственный геральдический регистр Российской Федерации с присвоением регистрационного номера 4122.
Флаг составлен на основании герба муниципального района Ставропольский по правилам и соответствующим традициям вексиллологии и отражает исторические, культурные, социально-экономические, национальные и иные местные традиции.

## Описание флага
«Флаг представляет собой прямоугольное белое полотнище с отношением ширины к длине 2:3, несущее вдоль нижнего края голубую волнистую полосу габаритной шириной в 1/6 ширины полотнища, над ней — зелёные изображения высоких берегов и выше изображение снопа, соединённое с очертаниями крепости, воспроизведённое в жёлтом, оранжевом и красном цветах».

## Обоснование символики
Широкое освоение ставропольской земли началось после строительства в 1737 году крепости, предназначенной для охраны границ государства и изображённой на флаге.
Сегодня муниципальный район Ставропольский является развитым сельскохозяйственным регионом, здесь выращивают зерно, картофель, подсолнечник. На протяжении многих десятилетий район является лидером в области по урожайности зерновых. Об этом говорит изображение жёлтого (золотого) снопа. Сноп — традиционный символ урожая, достатка, единения, общности интересов. Дополняют сельскохозяйственную символику флага жёлтый цвет (золото) — символ богатства, уважения, интеллекта, достоинства и зелёный цвет — символ природы, здоровья, жизненного роста.
В жизни района большую роль играет великая русская река Волга, изображённая на флаге голубой полосой. Большинство поселений района расположены на её берегу.
Изображение гор указывает на то, что одна третья территории района расположена в «Самарской Луке» на Жигулёвских горах.
Белый цвет (серебро) — символ чистоты, искренности, духовности.
Голубой цвет — символ чести, благородства, достоинства.